# Hermann Klumpp
Hermann Klumpp (* 9. April 1902 in Quedlinburg; † 29. Juni 1987 ebenda) war ein deutscher Architekt und Kunstsammler.

## Leben

### Ausbildung
Klumpp wuchs als Ältester von drei Brüdern in Quedlinburg auf. Nach dem Abitur studierte er Jura an verschiedenen Universitäten und wurde in Leipzig zum Dr. jur. promoviert. Angezogen von den Ideen des Bauhauses studierte er von 1929 bis 1932 bei Ludwig Mies van der Rohe in Dessau Architektur und schloss mit dem Bauhaus-Diplom ab. In dieser Zeit schrieb er eine Veröffentlichung über die Abstraktion in der Malerei an den Beispielen Paul Klee, Wassily Kandinsky, Lyonel Feininger. Mit dem Ehepaar Feininger entwickelte sich eine sehr enge Freundschaft, die in den zahlreichen Briefen als Seelenverwandtschaft beschrieben wird.
Nach Schließung des Bauhauses in Dessau durch die Nationalsozialisten musste Klumpp eine berufliche Tätigkeit aufnehmen, er übernahm gemeinsam mit seiner Mutter eine auf dem Grundstück seiner Eltern in Konkurs gegangene Dampfwäscherei. 

### Klumpp und das Werk Feiningers
Feiningers zogen nach Berlin-Siemensstadt, die drei Söhne verließen Deutschland oder lebten bereits im Ausland. Klumpp blieb in engem Kontakt mit dem zunehmend bedrängten Ehepaar. Bereits vor 1933 schenkte Feininger dem „Sohn“ einige Werke. Bei der Räumung des Meisterhauses in Dessau, das Feiningers bewohnten (auch Klumpp hatten sie dort ein Zimmer überlassen), schenkte der Maler dem „lieben Rochus“ eine größere Zahl älterer Zustandsdrucke von Holzschnitten und Lithographien, die aktuellen Druckstöcke gingen mit dem Umzugsgut zunächst nach Berlin, dann in die USA.
Als Feininger Deutschland unter Anfeindungen der Nationalsozialisten (Feiningers Bilder galten als „entartet“, seine Frau war Jüdin) 1937 verlassen musste, übernahm Klumpp die erforderlichen Absprachen nach den Wünschen Feiningers mit einer Berliner Speditionsfirma.
Das gesamte von Feininger gewünschte Umzugsgut einschließlich der von dem Ehepaar benannten Kunstwerke konnte mit so genannten Lifts nach New York City geschickt werden.
In der Obhut von Klumpp verblieben auch ungefähr 60 Ölbilder, zu denen Julia Feininger nach dem Zweiten Weltkrieg schrieb, dass sie acht namentlich benannte „später“ eventuell zurückhaben wollten.

### Schwierigkeiten in der DDR
Klumpp, der nach dem Krieg als CDU-Mitglied Stadtrat in Quedlinburg war, trat 1949 wegen der politischen Entwicklung aus der CDU aus. Seine Bemühungen, das Bauhaus-Gedankengut wiederzubeleben, stießen in der DDR auf völliges Desinteresse, ja Feindseligkeit. Die Feininger-Bilder galten als „bürgerlich, dekadent“. Aber jeder Interessierte, der sich über diese offizielle Meinung hinwegsetzte, konnte in der Privatwohnung in Quedlinburg Feininger-Werke sehen. Die Gästebücher der Familie Klumpp zeigen tausende Besuchernamen aus dem In- und Ausland.
Nach dem Tod von Julia Feininger im Jahr 1970 wurden vom Nachlassverwalter dem Kulturministerium der DDR sehr hohe Dollarbeträge als Wert für die Ölbilder angegeben, auf die Anspruch erhoben wurde. Dies löste spontan ein großes Interesse der DDR-Behörden aus, die Sammlung wurde in „Sicherungsverwahrung“ genommen und dem Amt für den Rechtsschutz des Vermögens der DDR unterstellt.
Bei dem folgenden Prozess am Bezirksgericht in Halle 1974 berief sich Klumpp zur Verteidigung seiner Eigentumsansprüche auf die Briefe des Ehepaars Feininger. Nach weiteren acht Jahren Auseinandersetzung des US-amerikanischen Nachlassverwalters mit der DDR kamen die Ölbilder nach New York.
1986 wurde der lange gehegte Wunsch von Klumpp nach öffentlicher Zugänglichkeit realisiert. Es wurde mit den verbliebenen Werken die Lyonel-Feininger-Galerie in Quedlinburg eröffnet. Im Jahr darauf verstarb Hermann Klumpp.